# تلویزیا پولسکا ۲
ت. فائو. پ دُوا (لهستانی: TVP Dwa) با نام کامل «تلویزیا پولسکا ۲» یک شبکهٔ تلویزیونی عمومی لهستانی است که توسط تلویزیا پولسکا اداره می‌شود. این شبکه در اکتبر ۱۹۷۰ راه‌اندازی شد و شامل برنامه‌های متنوع همچون برنامه‌های گوناگون مستند، تاریخی، گفتگو و مسابقات تلویزیونی است؛ اگرچه تمرکز اصلی‌اش بر سرگرمی است: استندآپ کمدی، نمایش‌های طنز، کاباره، و برنامه‌های گفتگوی موضوعی-تحلیلی (مثلاً در مورد سفر یا فرهنگ‌های خارجی).
نسخهٔ اچ‌دی این شبکه از ۱ ژوئن ۲۰۱۲ با پخش مسابقات جام ملت‌های اروپا ۲۰۱۲ آغاز به‌کار کرد.
از مجموعه‌های پخش‌شده از این شبکه می‌توان به سریال‌های تلویزیونی ع چون عشق، رنگ‌های خوشبختی و در خوشی و سختی اشاره کرد.